# Protium widgrenii
Protium widgrenii är en tvåhjärtbladig växtart som beskrevs av Adolf Engler. Protium widgrenii ingår i släktet Protium och familjen Burseraceae. Inga underarter finns listade i Catalogue of Life.